# Lidija Fjodorowna Maiorowa

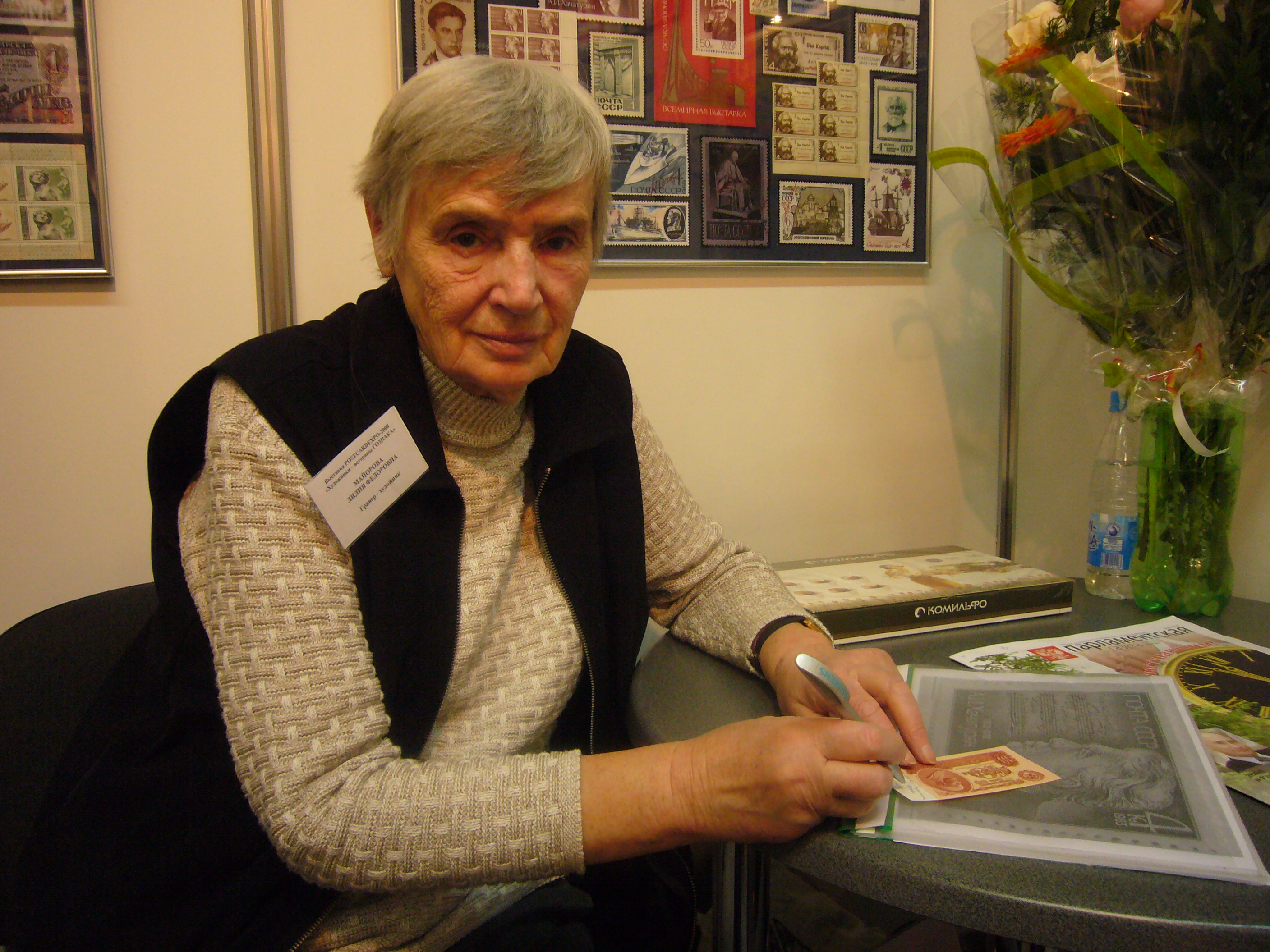
Lidija Fjodorowna Maiorowa auf der PostCardExpo-2008

Lidija Fjodorowna Maiorowa, geborene Schaworonkowa (russisch Лидия Фёдоровна Майорова; * 16. Dezember 1927 in Moskau; † 31. Dezember 2008 ebenda), war eine sowjetisch-russische Grafikerin und Graveurin.

## Leben
Maiorowas Vater F. I. Schaworonkow (1904–1948) war Inspektor in Moskauer Unternehmen, während ihre Mutter F. J. Schaworonkowa (1904–1986) in einem Hospital für Mund-, Kiefer- und Gesichtschirurgie arbeitete. Nach dem 7-Klassen-Schulabschluss 1943 wurde Maiorowa in die Gosnak-Spezial-Gewerbeschule SRU-35 aufgenommen, die 1946 das Moskauer Spezialtechnikum der Gosnak des Finanzministeriums der Sowjetunion (UdSSR) wurde. 1948 schloss sie das Studium als Gravur-Künstlerin ab. Ihre Diplomarbeit war der Kopf des Davids von Michelangelo.
Nach dem Studium arbeitete Maiorowa in der Künstlerwerkstatt bei der Betriebsstätte Nr. 63 der Gosnak-Fabrik unter der Leitung des Chefkünstlers Iwan Dubassow und blieb dort bis zu ihrer Pensionierung 1983. 1954 heiratete sie Anatoli Iwanowitsch Maiorow, mit dem sie 1955 die Tochter Galina (verheiratet Galina Anissimowa) bekam.
Maiorowa fertigte mehr als 150 klassische Gravuren an, die auf sowjetischen und ausländischen Banknoten, Briefmarken, Postkarten und anderen Gosnak-Erzeugnissen zu sehen waren. Zu ihren Dutzenden von Radierungen gehörte auch das Porträt Sofja Kowalewskajas. Sie gravierte Lenins Porträt auf der 10-Rubel-Banknote von 1961, den Erlöserturm auf der 5-Rubel-Banknote von 1961, das Porträt Friedrich Schillers auf dem 10-Mark-Schein der DDR von 1964, das Porträt Jumdschaagiin Tsedenbals auf den mongolischen Tugriks, die Bilder auf den 100- und 1000-Afghani-Scheinen Afghanistans von 1979 und das Denkmal der Helden der Schlacht am Schipkapass auf der bulgarischen 1-Lew-Banknote. Ihre Schüler waren Juri Jermakow, Anna Ljukjanowa geborene Seifulina und Marina Michejewa geborene Siljanowa.
1966 hatte die Gosnak-Hauptverwaltung ein Album mit Gravuren russischer Komponisten herausgebracht. Für das zweite Album fertigte Maiorowa 1969 die Porträts von Aram Chatschaturjan, Konstantin Dankewitsch, Sergei Rachmaninow, Alexander Borodin, Sergei Prokofjew und Nasib Schiganow an.
Auf der Ausstellung PostCardExpo-2008 im Januar 2008 in Moskau im Zentralen Haus der Kunst wurden auf einigen Standtafeln Maiorowas Werke gezeigt. Nach ihrem Tod präsentierte die Ausstellung Künstlerveteranen der Gosnak im Februar 2009 im Moskauer Freizeitzentrum Rowesnik die Werke Maiorowas und ihrer Schüler.

## Ehrungen
- Medaille „Für heldenmütige Arbeit“

## Werke

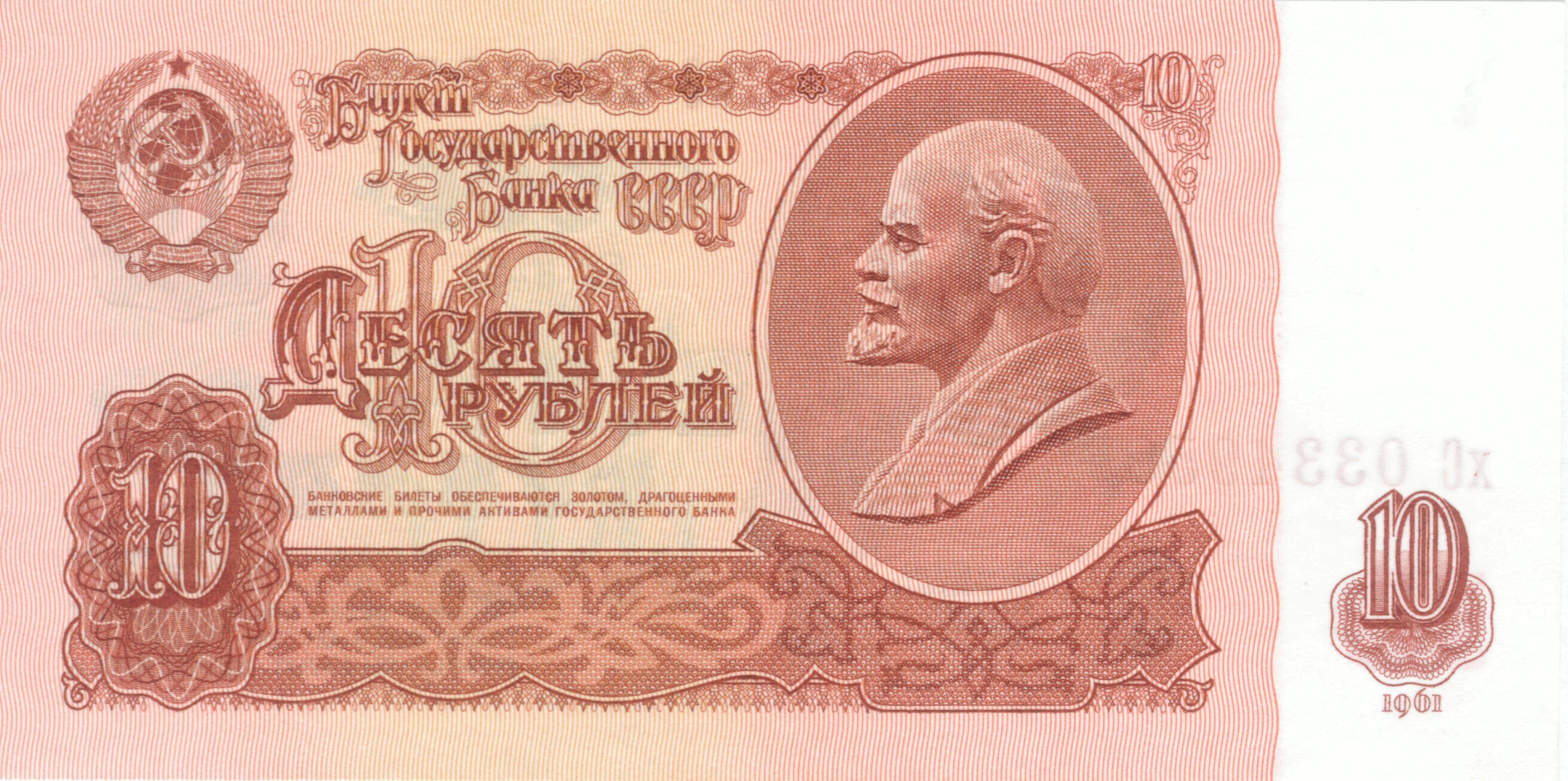
10-Rubel-Schein (1961)
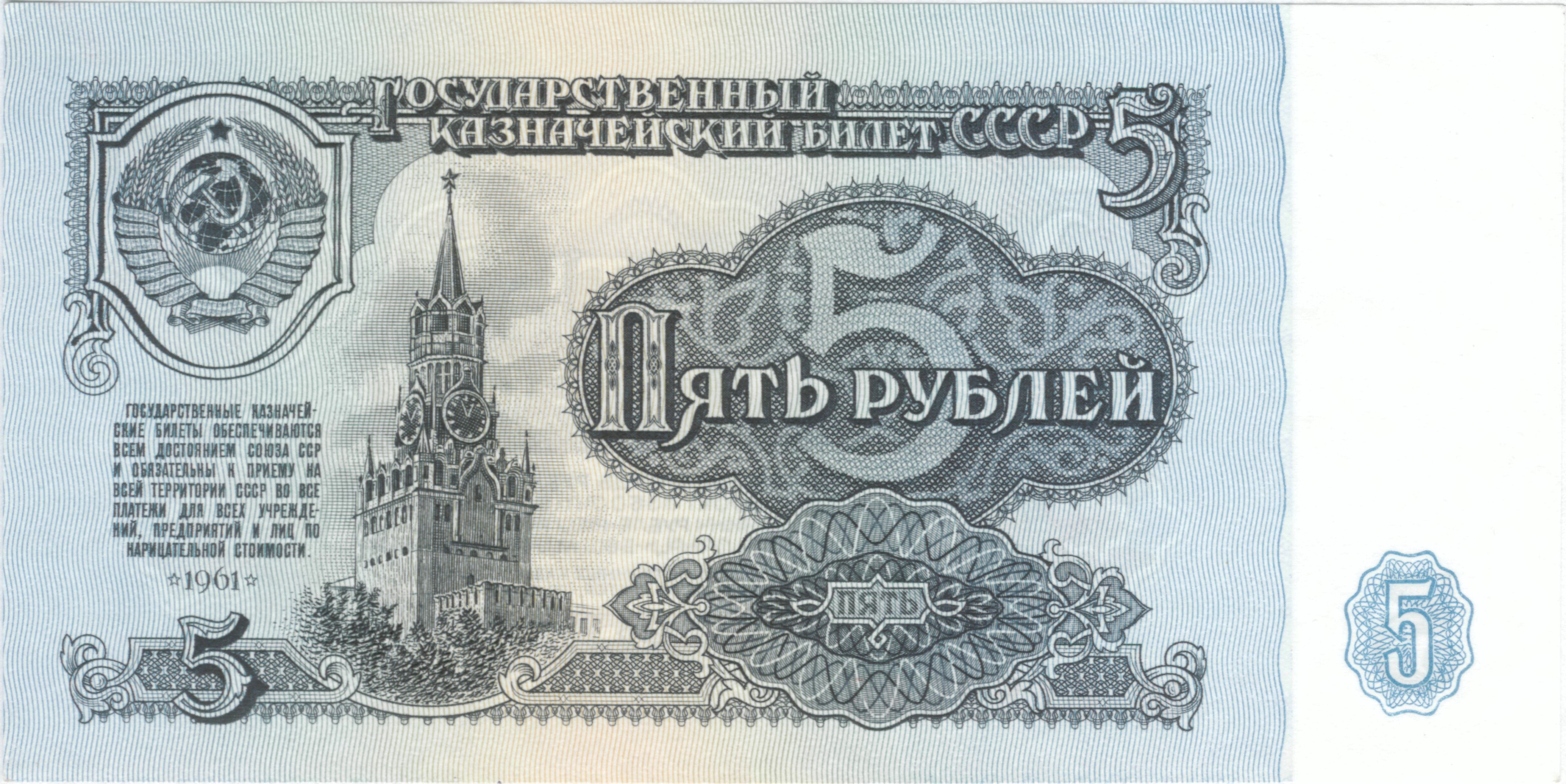
5-Rubel-Schein (1961)
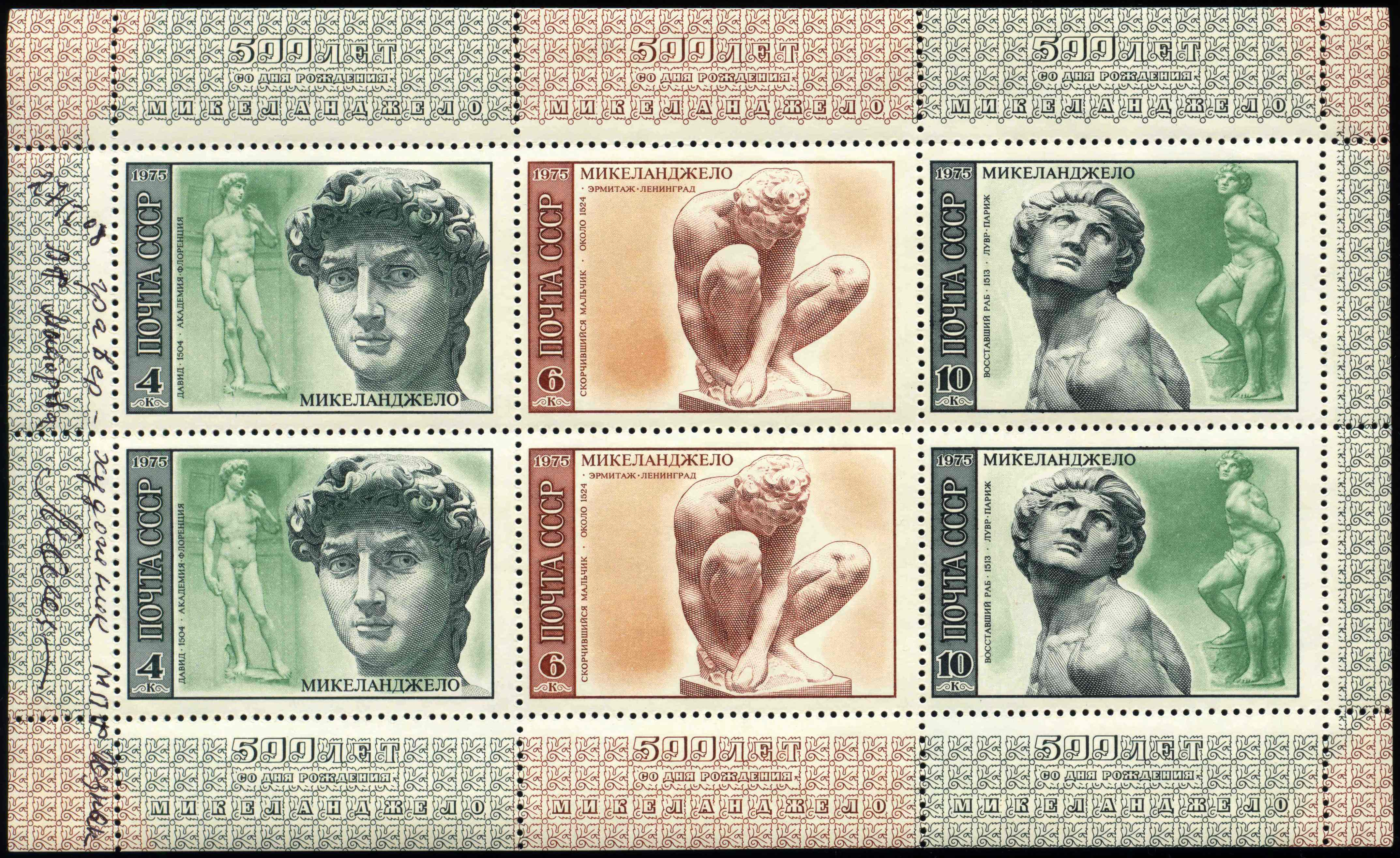
Sonderbriefmarken der sowjetischen Post zu Michelangelos 500. Geburtstag mit Maiorowas Unterschrift (1975)
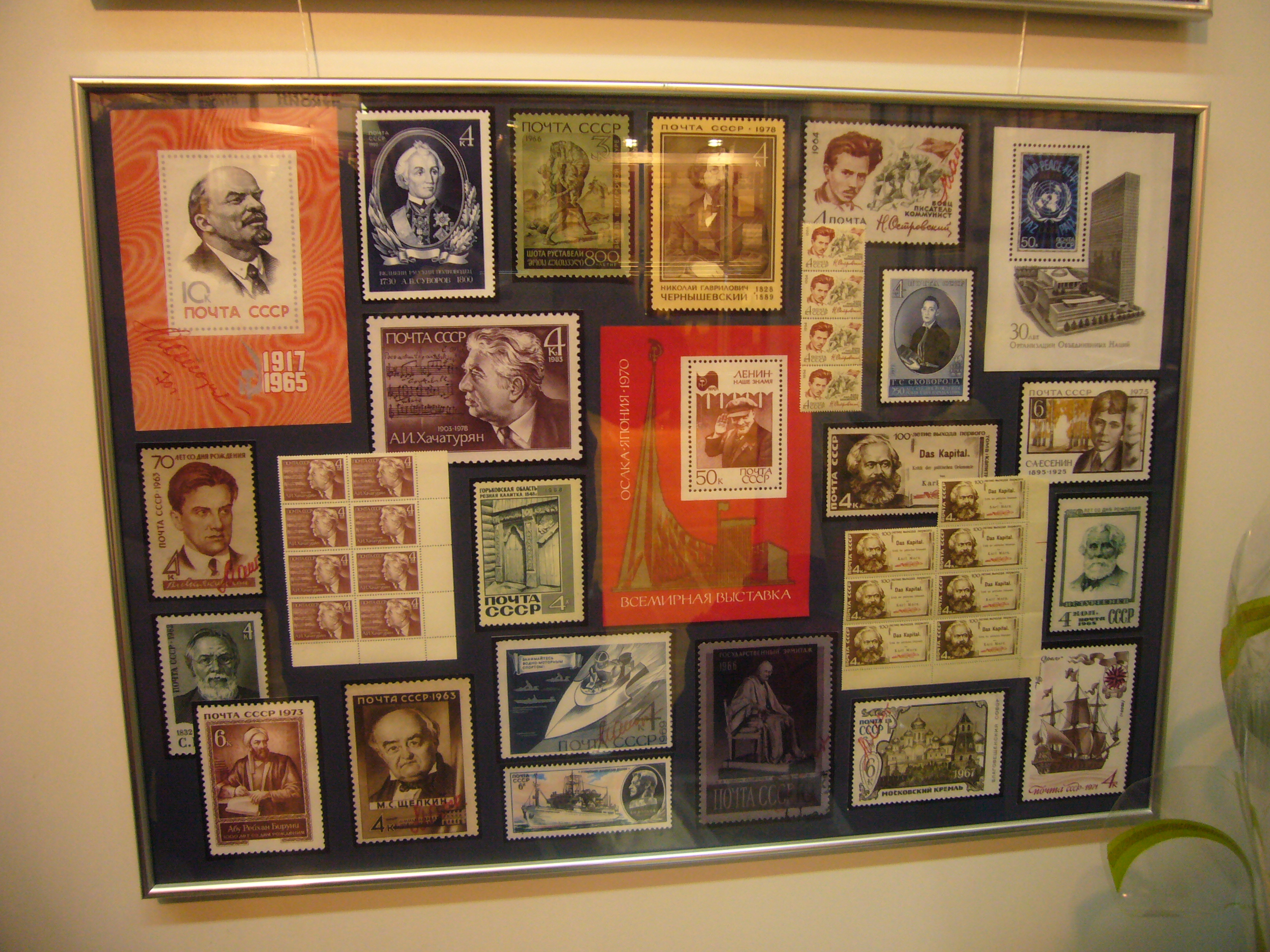
Maiorowas Briefmarken (PostCardExpo-2008)